# Ратови звезда: Визије
Ратови звезда: Визије (енгл. Star Wars: Visions) је аниме антологијска серија креирана за америчку стриминг услугу Disney+. Серија се састоји од девет кратких филмова, које је продуцирало седам јапанских студија за анимацију, од којих сваки представља своју оригиналну причу засновану на универзуму Ратова звезда и смештен је у њега. Студији за анимацију који су учествовали у прављењу серије су Kamikaze Douga, Studio Colorido, Geno Studio, Trigger, Kinema Citrus, Production I.G и Science SARU; креатори у сваком студију су добили потпуну слободу да представе идеје Ратова звезда које су сматрали прикладним, док су добијали смернице од извршног тима Лукасфилма.
Прва сезона серије је објављена широм света 22. септембра 2021. и добила је позитивне критике.

## Премиса
Ово је колекција кратких анимираних филмова представљених „кроз објектив најбољих светских креатора анимеа” који нуди нову, разнолику перспективу на Ратове звезда. Створени ван ограничења традиционалног канона франшизе, филмови пружају креативну слободу сваком режисеру и продукцијском студију, задржавајући притом верност темама и емоционалном идентитету саге о Ратовима звезда.

## Епизоде
| Сезона | Сезона | Епизоде | Епизоде | Оригинално емитовање | Оригинално емитовање |
| Сезона | Сезона | Епизоде | Епизоде | Премијера            | Финале               |
| ------ | ------ | ------- | ------- | -------------------- | -------------------- |
|        | 1.     | 9       | 9       | 22. септембар 2021.  | 22. септембар 2021.  |
|        | 2.     | 9       | 9       | 4. мај 2023.         | 4. мај 2023.         |

### 1. сезона (2021)
| Бр. еп. | Наслов              | Редитељ         | Сценариста                   | Премијера           |
| ------- | ------------------- | --------------- | ---------------------------- | ------------------- |
| 1       | Двобој              | Таканобу Мизуно | Такаши Оказаки               | 22. септембар 2021. |
| 2       | Татуинска рапсодија | Таку Кимура     | Јасуми Атараши               | 22. септембар 2021. |
| 3       | Близанци            | Хиројуки Имаиши | Хироми Вакабајаши            | 22. септембар 2021. |
| 4       | Сеоска невеста      | Хитоши Хага     | Такахито Униши и Хитоши Хага | 22. септембар 2021. |
| 5       | Девети џедај        | Кенџи Камијама  | Кенџи Камијама               | 22. септембар 2021. |
| 6       | T0-B1               | Абел Гонгора    | Јуичиро Кидо                 | 22. септембар 2021. |
| 7       | Старац              | Масахико Оцука  | Масахико Оцука               | 22. септембар 2021. |
| 8       | Лоп и Очо           | Јуки Игараши    | Сајавака                     | 22. септембар 2021. |
| 9       | Акакири             | Јунјунг Чои     | Јуичиро Кидо                 | 22. септембар 2021. |